# Eleição municipal de Maceió em 1992
A eleição municipal de Maceió em 1992 ocorreu em 3 de outubro de 1992. O prefeito titular era Pedro Vieira do PSC. Ronaldo Lessa do PSB elegeu-se prefeito em segundo turno, ele venceu na disputa José Bernardes.

## Resultado da eleição para prefeito

### Primeiro turno
| Candidatos a prefeito      | Candidatos a vice-prefeito | Número | Coligação         | Votação | Percentual |
| -------------------------- | -------------------------- | ------ | ----------------- | ------- | ---------- |
| Ronaldo Lessa PSB          | Heloísa Helena PT          | 40     | PSB, PT, PDT      | 51.430  | 35,56%     |
| José Bernardes PFL         | Aderval Viana PSC          | 25     | PFL, PSC, PTB     | 49.430  | 32,26%     |
| Teotônio Vilela Filho PSDB | Marcus Vasconcelos PMDB    | 45     | PSDB, PMDB, PCdoB | 47.341  | 32,17%     |

### Segundo turno
| Candidatos a prefeito | Candidatos a vice-prefeito | Número | Coligação     | Votação | Percentual |
| --------------------- | -------------------------- | ------ | ------------- | ------- | ---------- |
| Ronaldo Lessa PSB     | Heloísa Helena PT          | 40     | PSB, PT, PDT  | 97.770  | 66,06%     |
| José Bernardes PFL    | Aderval Viana PSC          | 25     | PFL, PSC, PTB | 50.241  | 33,94%     |